# NGC 4170
NGC 4170 is een ster in het sterrenbeeld Hoofdhaar. Het hemelobject werd op 10 mei 1864 ontdekt door de Duits-Deense astronoom Heinrich Louis d'Arrest.